# María Amalia Revelo Raventós
María Amalia Revelo Raventós (Catedral, San José, 18 de agosto de 1955-San Rafael, Montes de Oca, 14 de mayo de 2021) fue una empresaria costarricense que ejerció como ministra de Turismo del Gobierno de Costa Rica liderando el Instituto Costarricense de Turismo durante la administración del presidente Carlos Alvarado Quesada por poco más de dos años.

## Biografía
María Amalia Revelo nació en el distrito metropolitano de Catedral, en el cantón central de San José, el 18 de agosto de 1955. Ingresó a la Universidad de Costa Rica donde se graduó con un bachillerato en administración de empresas en el año 1978. Posteriormente en el 2006 obtuvo una maestría en la misma carrera en el Instituto Centroamericano de Administración de Empresas (INCAE Business School).
Revelo contrajo matrimonio con Guillermo Martí Volio a sus veinte años de edad y juntos procrearon a su único hijo, Juan Carlos Martí Revelo. Posteriormente se divorció en 1992.
Su carrera en el sector turismo costarricense inició a temprana edad y hasta su fallecimiento acumuló un total de 46 años de experiencia, veintitrés de ellos en líneas aéreas, seis en el sector de hostelería, cinco más en el sector aeroportuario y ocho destinados a la promoción y mercadeo de Costa Rica a nivel internacional.
A sus veinte años de edad asumió la Dirección de Mercadeo y Ventas a nivel sistema en Líneas Aéreas de Costa Rica (Lacsa), la cual posteriormente pasaría a ser Avianca Costa Rica. En 1995 y por tres años fungió como asesora de Carlos Roesch Carranza, ministro de Turismo de Costa Rica durante la administración de José María Figueres Olsen, y lideró el equipo que coordinó la campaña Costa Rica, No Artificial Ingredients (Costa Rica, sin ingredientes artificiales) para promocionar el país a nivel internacional.
En 2001 asumió la Dirección de Ventas de la empresa TACA (hoy Avianca El Salvador) y posteriormente pasó a ser consultora del Centro Internacional de Desarrollo Humano, donde coordinó una campaña sobre sensibilización acerca de la integración de Centroamérica.
En el 2008 y hasta 2012 fungió como subgerente y directora de Mercadeo del Instituto Costarricense de Turismo y luego formó parte de las juntas directivas de la Cámara Nacional de Turismo (Canatur), Site Chapter Costa Rica, la Asociación de Profesionales de Turismo (Acoprot) y Meetings and Incentives Association.
También fue vicepresidenta y miembro honoraria de la Asociación de Profesionales de Turismo de Costa Rica y fundadora y miembro activa del Comité de Mercadeo de Costa Rica.
Desde febrero de 2012 y hasta abril del 2018 trabajó en el Aeropuerto Internacional Juan Santamaría, la principal terminal aérea de Costa Rica, ocupando cargos como directora comercial y asesora en creación de nuevas rutas aéreas.
El presidente Carlos Alvarado Quesada la designó presidenta del Instituto Costarricense de Turismo, con recargo del Ministerio de Turismo, como parte de la conformación de su "Gabinete de Unidad Nacional" tras ganar las elecciones presidenciales del 2018 en segunda vuelta. Revelo militaba en el Partido Liberación Nacional y previamente apoyó a Antonio Álvarez Desanti como candidato presidencial, quien quedó fuera del balotaje.
El 30 de mayo del 2020, Revelo se incapacitó por problemas de salud que la llevaron a someterse días después a un procedimiento quirúrgico delicado. Debido a su frágil estado físico presentó su renuncia "inmediata e irrevocable" al presidente, quien la aceptó y agradeció la gestión realizada durante los más de dos años que fungió como ministra de Turismo.

## Fallecimiento
Revelo falleció en San Rafael, en el cantón de Montes de Oca, el 14 de mayo del 2021 a los 65 años de edad, por causas que no trascendieron.

## Galardones y reconocimientos
- Mejor Promotora Turística (Expotur 1987)[8]
- Mujer Pionera del Turismo (2007)[8]